# Języki kreolskie
Języki kreolskie (fr. créole, od port. crioulo lub hiszp. criollo) – ogólne określenie niepowiązanych ze sobą języków etnicznych rozwiniętych zazwyczaj na bazie języków europejskich kolonistów (głównie angielskiego, francuskiego, portugalskiego, hiszpańskiego czy niderlandzkiego) z dużym dodatkiem elementów przejętych z języków ludności tubylczej. Języki kreolskie powstawały m.in. w okresie handlu niewolnikami, gdy sprowadzani z Afryki do Ameryki niewolnicy, wywodzący się z różnych grup etnicznych, komunikowali się z plantatorami oraz między sobą przy użyciu uproszczonych form języków europejskich.
Kształtują się jako konsekwencja niepełnego opanowania języka. Według często przytaczanej propozycji są to języki pidżynowe, które przeszły proces natywizacji (zostały przyjęte przez pewną grupę ludności jako język ojczysty), choć część lingwistów (np. Salikoko Mufwene) uznaje, że do kształtowania się języków kreolskich i pidżynowych może dochodzić w różnych okolicznościach społecznych. Języki kreolskie, w odróżnieniu od pidżynów, mają dobrze rozwinięte słownictwo i strukturę gramatyczną. Języki kreolskie bywają wyróżniane zarówno na podstawie kryterium struktury językowej, jak i na podstawie kontekstu społeczno-historycznego, w którym powstają.
Wzrost zainteresowania językami kreolskimi nastąpił w latach 60. XX w.; wcześniej nie były przedmiotem bliższych badań, jako języki o niższym statusie społecznym. Do lat 70. XX w. powszechnie zakładano, że języki kreolskie to pidżyny, które stały się językiem ojczystym jakiejś społeczności. W wąskim ujęciu socjokulturowym języki kreolskie to przede wszystkim takie języki, które powstały w oparciu o języki narodów europejskich, wskutek ekspansji państw zachodnich i kontaktów Europejczyków z ludnością tubylczą. Niekiedy jednak mianem tym określa się różnego rodzaju uproszczone języki handlowe, które zostały przyjęte jako języki ojczyste (w tym np. kontaktowe odmiany malajskiego ze wschodniej Indonezji). Zasadność odnoszenia tego terminu do wschodnich odmian malajskiego, o niejasnej proweniencji historycznej, budzi wątpliwości. Wyróżnia się też języki kreolskie na bazie innych języków nieeuropejskich, np. swahili, japońskiego czy języków chińskich. W szerszym ujęciu zjawisko kreolizacji języków jest prawdopodobnie częstsze niż to się zakłada w tradycyjnych teoriach lingwistycznych. Pojawiają się bowiem dyskusje na temat kreolizacji w antycznej grece, która powstała na bazie przedindoeuropejskiego substratu oraz mowy indoeuropejskich przybyszów.
Śródziemnomorska lingua franca nie jest zaliczana do języków kreolskich, ponieważ nie istniało społeczeństwo, które uznawałoby ten język za swój język rodzimy (był jedynie środkiem kontaktów handlowych). W szerokim znaczeniu lingua franca to każdy język używany między osobami, które nie mają wspólnego języka ojczystego. Również język kreolski może służyć jako lingua franca, będąc językiem prymarnym dla dużej części społeczeństwa, a jednocześnie językiem drugim dla użytkowników innych języków. Języki wykazujące pewne cechy kreolskie, ale niewywodzące się z pidżynów, określane są mianem kreoloidów. Przykładem kreoloidu jest niska forma angielszczyzny singapurskiej (singlish). Językami kreolskimi zajmuje się subdyscyplina językoznawstwa – kreolingwistyka. Odrębnym typem języków kontaktowych są języki mieszane, odróżniane od pidżynowych i kreolskich.
Ze względu na długą historię stygmatyzacji języków kontaktowych wiele z nich nie posiada statusu języka urzędowego, niezależnie od liczby użytkowników czy znaczenia komunikacyjnego. W dodatku nie wszystkie mają swoją postać standardową oraz ogólnie przyjęty system pisma, w przeciwieństwie do dobrze skodyfikowanych języków kolonialnych. W wielu krajach, gdzie występują języki kreolskie, funkcję języka urzędowego pełni język kolonizatorów. Przykładowo na Jamajce językiem urzędowym jest angielski, mimo że w powszechnym użyciu jest także jamajski (często spotyka się dwujęzyczność), a na Wyspach Świętego Tomasza i Książęcej w roli języka oficjalnego występuje tylko portugalski, mimo że szeroko znany wśród społeczeństwa jest język santome. Istnieją jednak kraje, w których języki kreolskie mają status urzędowych, obok języków kolonialnych. W Papui-Nowej Gwinei status ten posiadają angielski oraz dwa miejscowe języki kontaktowe: tok pisin i hiri motu. W Vanuatu język bislama służy jako jeden z trzech języków urzędowych, obok angielskiego i francuskiego. W Republice Środkowoafrykańskiej język sango ma taki sam status jak francuski. Na Seszelach język kreolski seszelski ma status urzędowy od 1978 roku, obok angielskiego i francuskiego. Kreolski haitański funkcjonuje jako język urzędowy Haiti od 1987 roku, razem z francuskim.

## Wybrane języki kreolskie
| Język                                               | Państwa                                                   | Liczba mówiących (w tys.)               |
| --------------------------------------------------- | --------------------------------------------------------- | --------------------------------------- |
| Na bazie angielskiego                               |                                                           |                                         |
| jamajski                                            | Jamajka                                                   | 2000                                    |
| kreolski gujański                                   | Gujana                                                    | 800                                     |
| kreolski hawajski                                   | Hawaje (Stany Zjednoczone)                                | 500                                     |
| krio                                                | Sierra Leone                                              | 300                                     |
| gullah                                              | Georgia, Karolina Południowa (Stany Zjednoczone)          | 200                                     |
| kreolski Belize                                     | Belize                                                    | 100                                     |
| kreolski hondurański                                | Honduras                                                  | 100                                     |
| kreolski panamski                                   | Panama                                                    | 100                                     |
| sranan tongo                                        | Surinam                                                   | 100                                     |
| tok pisin                                           | Papua-Nowa Gwinea                                         | 100                                     |
| kreolski kostarykański                              | Kostaryka                                                 | 40                                      |
| kreolski nikaraguański                              | Wybrzeże Moskitów (Nikaragua)                             | 20                                      |
| kreolski kolumbijski                                | dwie wyspy na wschód od wybrzeży Nikaragui                | 10                                      |
| bislama                                             | Vanuatu, Wyspy Salomona                                   | 6                                       |
| kreolski bahamski                                   | Bahamy                                                    |                                         |
| kreolski Bioko                                      | wyspa Bioko (Gwinea Równikowa)                            |                                         |
| ndyuka                                              | Surinam                                                   | 22                                      |
| angielski kreolski trynidadzki                      | Trynidad i Tobago                                         |                                         |
| Na bazie francuskiego                               |                                                           |                                         |
| kreolski haitański                                  | Haiti                                                     | 6000                                    |
| kreolski Reunionu                                   | Reunion                                                   | 500                                     |
| kreolski Mauritiusa                                 | Mauritius                                                 | 300                                     |
| kreolski Małych Antyli                              | Saint Lucia                                               | 1200                                    |
| kreolski Gujany Francuskiej                         | Gujana Francuska                                          | 50                                      |
| kreolski luizjański                                 | Luizjana (Stany Zjednoczone)                              | 50                                      |
| kreolski seszelski                                  | Seszele                                                   | 50                                      |
| francuski kreolski trynidadzki                      | Trynidad i Tobago                                         |                                         |
| Na bazie portugalskiego                             |                                                           |                                         |
| krioulo Wysp Zielonego Przylądka (zob. też krioulo) | Republika Zielonego Przylądka                             | 300                                     |
| krioulo Gwinei Bissau (zob. też krioulo)            | Gwinea Bissau, częściowo Senegal                          | 150                                     |
| kreolski Wysp Św. Tomasza i Książęcej               | Wyspy Świętego Tomasza i Książęca                         | 100                                     |
| papiamento                                          | Antyle Holenderskie, Aruba                                | 200                                     |
| saramaccan                                          | Surinam                                                   | 20                                      |
| Na bazie hiszpańskiego                              |                                                           |                                         |
| chavacano                                           | Filipiny                                                  | 200                                     |
| papiamento                                          | Antyle Holenderskie, Aruba                                | 200                                     |
| hiszpański kreolski trynidadzki                     | Trynidad i Tobago                                         |                                         |
| Na bazie niderlandzkiego                            |                                                           |                                         |
| berbice                                             | Gujana                                                    |                                         |
| negerhollands                                       | Wyspy Dziewicze                                           | język martwy                            |
| Na bazie niemieckiego                               |                                                           |                                         |
| unserdeutsch                                        | Papua-Nowa Gwinea                                         | 0,11                                    |
| Na bazie malajskiego                                |                                                           |                                         |
| malajski alorski                                    | wyspy Alor i Pantar (Indonezja)                           |                                         |
| malajski amboński                                   | Moluki (Indonezja)                                        |                                         |
| malajski balijski                                   | Bali (Indonezja)                                          |                                         |
| malajski wysp Banda                                 | wyspy Banda (Indonezja)                                   |                                         |
| malajski betawi                                     | Dżakarta (Indonezja)                                      |                                         |
| gorap                                               | Moluki Północne (Indonezja)                               | Wg danych z 1992: 1                     |
| malajski Moluków Północnych                         | Moluki Północne (Indonezja)                               | 700                                     |
| malajski Kupangu                                    | Timor Zachodni (Indonezja)                                | 350                                     |
| malajski Larantuki                                  | miasto Larantuka (Indonezja)                              | Wg danych z 2007: 20                    |
| malajski miasta Manado                              | Celebes Północny i Gorontalo (Indonezja)                  | 2000                                    |
| malajski papuaski                                   | Papua Zachodnia (Indonezja)                               | 1100                                    |
| malajski miasta Serui                               | Wyspy Yapen i pobliskie wybrzeże Nowej Gwinei (Indonezja) |                                         |
| malajski Sri Lanki                                  | Sri Lanka (używany przez Malajów lankijskich)             | 46                                      |
| malajski Wysp Kokosowych                            | Wyspy Kokosowe (Australia) i Sabah (Malezja)              | 1,06, z czego 0,5 na Wyspach Kokosowych |
| Na bazie innych języków                             |                                                           |                                         |
| kingwana (na bazie suahili)                         | Demokratyczna Republika Konga                             | 10000                                   |
| kituba (na bazie kongo)                             | Demokratyczna Republika Konga                             | 4000                                    |
| monokutuba (na bazie kongo)                         | Kongo                                                     | 1000                                    |
| sango (na bazie ngbandi)                            | Republika Środkowoafrykańska                              | 400                                     |
| hiri motu (na bazie motu)                           | Papua-Nowa Gwinea                                         | 20                                      |